# Luis Nieto
 (mai 2022).
Louis-Ferdinand Nieto Peralta Adams del Rio Siete Colores, né en 1979 en Colombie est un peintre, plasticien, réalisateur, musicien et metteur en scène travaillant à Paris, France.

## Biographie
Nieto est d'abord un élève séminariste, avant de s'intéresser aux sciences naturelles, à la linguistique et la psychanalyse. Il poursuit des études à l'Université del Valle à Cali où il obtient en 2001 une Maîtrise en Psycholinguistique.
Arrivé en France en 2002, Nieto fréquente les ateliers de Claude Closky et de Pat Andrea à l’École nationale supérieure des beaux-arts de Paris, d’où il est expulsé en 2008. Puis il effectue une année de post-diplôme à l’École nationale supérieure des arts décoratifs à Paris. Il y présente pour son diplôme de fin d'année Carlitopolis, un film expérimental où le mélange de prises de vue réelles et d'images de synthèses interroge sur la véracité des images et de la narration, et marque le point de départ de sa démarche artistique.
Il participe à plusieurs salons d'Art contemporain (YIA Art Fair à Bruxelles, YIA Art Fair à Paris, Art Paris Art Fair)[source secondaire souhaitée].
Depuis 2005, il réalise des films publicitaires pour des marques notoires[source secondaire souhaitée].

## Projets
En 2009, il codirige avec un certain primatologue, Professeur Hirokazu Shibuya, un protocole expérimental sur la communication animale au Japon appelé Capucine. Cette expérience aurait, semble-t-il, conduit Capucine (un singe capucin) à obtenir le titre de premier cinéaste singe au monde.
Il intervient à la galerie Polaris avec une performance : le collectionneur Ramus del Rondeaux émet comme dernière volonté de faire mouler son corps et d'y rester enfermé, afin d'achever sa collection avec ce qu'il considère être son chef d’œuvre ultime. Nieto, présent comme performeur-journaliste, suit le moulage en direct avec le public de la galerie via Skype. Le moulage, contenant encore le corps sans vie du collectionneur, intègre ensuite l'exposition de la galerie au cours d'une cérémonie accompagnée par un chanteur lyrique. À travers cette performance, « Nieto s’intéresse au système de l’art actuel qu’il cherche à remettre en question, en créant le buzz ou en brouillant les pistes ».

## Opéra
À côté de ses activités d'artiste et réalisateur, Nieto est aussi metteur en scène d’opéras auprès de l'ensemble Le Balcon[source secondaire souhaitée].
Il participe à la mise en scène de pièces telles que La Métamorphose de Michaël Levinas, Jakob Lenz de Wolfgang Rihm,.

### Collaboration
Nieto collabore sur plusieurs projets avec le compositeur et réalisateur en informatique musicale colombien Marco Suárez-Cifuentes.
Monologue for a Mechanical Spider (2016), composé par Marco Suárez-Cifuentes et mis en scène par Nieto, est montré en 2021 lors des Nuits Blanches à la Cité de la Musique à Paris.
Le duo réalise, en 2020, Le fils de l'Homme (Revelo III), un opéra pour soprano accompagné d'un dispositif électroacoustique multicanal et d'un dispositif visuel. L'année suivante, ils présentent Revelo, un spectacle lyrique et visuel en quatre tableaux, au Théâtre Mayor Julio Mario Santodomingo – Théâtre Jorge Eliecer Gaitán – à Bogotá, Colombie.

## Filmographie
Nieto est connu pour ses courts métrages d'animation.
- 2005
  - Carlitopolis[11], 3 minutes, animation, expérimental, produit par Autour de Minuit. Plus de 85 sélections : Imagina, Onedotzero, Montréal, Puchon, Mexico, Sarajevo, Ottawa, Animadrid, Resfest Amsterdam, EMAF, MIAF, Maremetraggio, LIAF, Odense… Plus de 15 récompenses : 28 Meg@ d’Art, Villeurbanne, FR ; e-magiciens, Valenciennes, FR ; Festival international du court-métrage, Clermont Ferrand, FR ; Anima, Bruxelles, BE ; Clap98, Sens, FR ; Les Etranges Nuits du Cinema, La Chaux de Fonds, CH ; Festival des Très Courts, Gentilly, FR ; Cinémaginaire, Argelès s/ Mer, FR ; Diba: Digital Barcelona Film Festival, ES ; Animago, Stuttgart, DE ; Expresion en Corto, Mexico, MX ; Fresh Film Fest, Prague, CZR ; Jajal International of Shorts of Humor, Saragossa, ES ; La Boca del Lobo, Madrid, ES ; FEC_ REUS, European Short Film Festival of Reus, ES ; Odense International Film Festival, DK
- 2006
  - Far West[12], 4 minutes, produit par Autour de Minuit, musique de Quentin Boëton. Plus de 35 sélections : Némo (Paris), Moncton, Miskolc, Sitges, Lausanne, Cordoba, Ankara, Izmir, Cologne, Badalona, Granada, Dresden, London, Amsterdam, Osnabrück, Grenoble, Melbourne, Portland, Montreal… Récompenses : Sagunt Short Film Festival, ES ; Odense International Film Festival, DK ; European Animated Film Festival Balkanima, Belgrade, SRB & ME. Disponible en DVD dans Animatic Volume 3 et NIETO DVD
- 2007
  - Nietopolis, Récompenses : Festival Creator Series, Paris, FR ; New York, Los Angeles, USA
  - Prof. Nieto Show (épisode 1 - 5)[13], produit par Autour de Minuit, plus de 25 sélections : Barcelona, Puchon, Sarajevo, Odense International Film Festival, DK, Gardanne, Stuttgart, Hiroshima, …, Récompenses : Odense International Film Festival, DK.
- 2008
  - Hushpuppies : Down, Down, Down, 4 minutes 55 secondes, clip vidéo pour la musique de Hushpuppies (Diamond Traxx), Sélections : Annecy, Paris, Vimus, Tindirindis …, Récompenses : Imagina
- 2009
  - Capucine[14], 43 minutes, documentaire, produit par Autour de Minuit, en co-production avec Arcadi. Sélections : Étrange Festival, Dijon, St. Louis, Warsaw. Récompenses : Milano, Tehran[15]
- 2010
  - Finger Fighter[16], 3 minutes et 30 secondes, produit par Autour de Minuit, Sélections : Damascus International Film Festival, SYR ; ReAnimania, Osnabrück, St. Louis, Multivision, RU ; Anima Brussels, BE ; Festival du Film de Séoul, KO
- 2011
  - Organopolis[17], 2 minutes, animation, écrit par Bertrand Santini et Luis Nieto, produit par Autour de Minuit
  - Rabbid[18], par Nieto et Claire Pedot, 3 minutes 34 secondes, animation sans parole, Sélection : Festival International de Clermont-Ferrand
- 2014
  - Métacinéma appliqué[19], 3 minutes et 45 secondes, fiction, expérimental, produit par Autour de Minuit
- 2021
  - Swallow the Universe[20], 12 minutes, animation, produit par Autour de Minuit. Sélection : Annecy Film Festival. Prix spécial du jury labo au festival du court-métrage de Clermont-Ferrand[21].

## Expositions personnelles
- 2010
  - Le perversionisme, Galerie Kamchatka, Paris, France
- 2011
  - Danse débile, Galerie Place Forte, Paris, France
- 2013
  - Catboom (Workshop et Installation vidéo), Musée Erarta, Saint-Petersbourg, Russie
- 2016
  - L’Apocalypse de Nieto (ou ébauches d’un thaumaturge constipé)[22], Galerie Da-End, Paris, France
- 2017
  - Performance Chimeras, Imagine Science Films Festival, Musée de la Chasse et de la Nature, Paris, France
- 2018
  - Daïchi Mori & Nieto, Engloutir l’univers, excrémenter une fourmi[23], Galerie Da-End, Paris, France
  - Xiao Long Bao Hominum Salvator, performance et installation, West Bund Art Center, Shanghai, Chine
  - Workshop, Festival Multivision, Musée de l’Ermitage, Saint-Pétersbourg, Russie
  - Xiao Long Bao Hominum Salvator, installation et performance, Ontime Show, Shanghai, Chine
- 2019
  - L’Agneau Mystique (Revelo, Tableau II), Installation-performance de Marco Suárez- Cifuentes & Nieto, à l'Eglise Saint-Eustache, Paris, (29 mars 2019) - Théâtre de l’Athénée Louis-Jouvet, Paris, France (30 mars 2019), et Opéra de Berlin, Allemagne
- 2021
  - L'oiseau Faux Prophète[24], Galerie Da-End, Paris, France